# Stikkelsbær
Stikkelsbær-busk (Ribes uva-crispa) eller bare kaldet Stikkelsbær er en op til 1,5 meter høj busk, der dyrkes for sine bær, kaldet stikkelsbær. Den findes også forvildet i skov og hegn over hele landet. Stikkelbær er let at kende på sine torne og gul-grønne bær.

## Beskrivelse
Stikkelsbær er en lav, løvfældende busk med bred og overhængende vækst. Grenene er stærkt tornede. Barken er først grågrøn, men senere bliver den gråsort og sprækker op. Knopperne er spredte og lysegrå.
Bladene er runde med 3-5 lapper og takket rand. Oversiden er blank og mørkegrøn, mens undersiden er lysegrøn. Blomsterne sidder tre og tre i bladhjørnerne. De er hvidgrønne med store bægerblade. Frugterne er gule eller rødbrune, hårede bær med blivende bæger. De kaldes stikkelsbær. Frøene spirer villigt i Danmark.
Rodnettet er fint forgrenet og meget højtliggende. Grenene slår rod, hvis de rører jorden i længere tid.
Højde x bredde og årlig tilvækst: 1 x 1,5 m (5 x 10 cm/år).

## Voksested
Stikkelsbær vokser i Danmark, hvor den findes vildt og forvildet i skovbryn, krat og hegn på mineralrig muldbund.

## Kultivering og anvendelse
Stikkelsbærret dukkede op i Frankrig omkring år 900, men det var først i 1500-tallets England, at busken blev dyrket. Busken har været dyrket i Danmark ude på landet omkring år 1800 og er i dag dyrket i mange haver. Bærrene anvendes i dag primært til frisk konsum, og i bagværk, men er også velegnet til syltning.
Busken kan blive angrebet af en meldug, "Stikkelsbærdræber", som danner et tæt, brunt lag på blade, skud og bær.
De podede, opstammede buske trives bedst.
| Portal | Portal:Botanik |